# Diego Jonathan Rodríguez
Diego Jonathan Rodríguez Miranda (Ciudad de México, 16 de julio de 1997), es un futbolista mexicano. Juega como defensor y se encuentra sin equipo. 
En agosto de 2022 fue detenido en la Ciudad de México por el delito de narcomenudeo. Y desde agosto de 2023 se encuentra desaparecido. 

## Clubes
| Club          | País   | Año         |
| ------------- | ------ | ----------- |
| Pumas UNAM    | México | 2018 - 2020 |
| Pumas Tabasco | México | 2020 - 2021 |